# Композиторская улица (Москва)
Компози́торская у́лица — улица в центре Москвы, расположенная в районе Арбат между Большим Николопесковским переулком и Новинским бульваром.

## История
До 1952 года — Дурновский переулок. Это название возникло в XVIII веке по фамилии домовладельца майора А. И. Дурново. Затем к переулку были присоединены Собачья площадка и Собачий переулок,  которые и сформировали Композиторскую улицу, доходившую до Серебряного переулка. Однако при прокладке Нового Арбата в 1960-х годах от улицы осталась лишь половина от Садового кольца до Трубниковского переулка. Названа улица так потому, что на ней располагалось правление Союза советских композиторов.

## Описание
Композиторская улица начинается от Большого Николопесковского переулка, петляя проходит на запад, слева к ней примыкают Трубниковский и Малый Каковинский переулки, заканчивается на Садовом кольце на Новинском бульваре.

## Здания и сооружения
Дома располагаются только по левой, нечётной стороне. По правой стороне находятся дом 19/21 по Новому Арбату и дом 8 по Новинскому бульвару.

## Известные жители
После избрания президентом АН СССР здесь получил квартиру Сергей Иванович Вавилов. В том же двухэтажном особняке до войны жил наверху Вернадский, а внизу - акад. Г. А. Надсон.